# Oplan 5027
OPLAN 5027 (Operations Plan, ehemals War Plan) ist ein militärischer Plan der Vereinigten Staaten für einen eventuellen Krieg zwischen Nord- und Südkorea. Der Plan geht in seinem aktuellen Stand davon aus, dass Nordkorea einen neuen Koreakrieg ohne eine sichtbare Mobilisierung starten würde. Es wird mit einem verheerenden Angriff auf Seoul gerechnet, der vor allem mit Artillerie geführt wird. Auf Grund der massiven technologischen Überlegenheit der Streitkräfte Südkoreas und der Vereinigten Staaten bestehe die einzige Chance Nordkoreas auf einen Sieg darin, durch eine zahlenmäßige Überlegenheit die in Korea stationierten Truppen zu überrennen, mit dem Ziel entweder die gesamte Halbinsel zu erobern, bevor Entsatz eintreffen kann oder den Verteidigern zumindest so viele Verluste zuzufügen, um einen Frieden zu erzwingen.
Der Operationsplan sieht daher vor, sehr schnell durch Einsatz von Marine und Luftwaffe die nordkoreanischen Bodentruppen anzugreifen. Zuerst würden die auf Seoul zielenden Artilleriegeschütze und Bomberverbände angegriffen. Entscheidend ist hier die Vorwarnzeit.
Am Ende des Dokuments findet sich die Chronologie der Plan-Nachführungen. So steht OPLAN 5027-04 für Aktualisierungen im Jahr 2014.